# Alexis Cruz
Alexis Cruz (New York, 29 september 1974) is een Amerikaanse acteur van Puerto Ricaanse afkomst en het meest bekend door zijn rol als Rafael in Touched by an Angel en als Skaara in Stargate en Stargate SG-1. Hij bezocht de Boston Universiteit. Cruz treedt op als assistent D.A. Martin Allende in de televisieserie Shark, als medespeler van James Woods.

## Filmografie
- Shark (tv) (2006)
- Slayer (2006)
- Tortilla Heaven (2004) als Marco
- Stand Up For Justice: The Ralph Lazo Story (2004) als Ralph Lazo
- Spectres (2004) als Sean
- DarkWolf (2003) als Miguel
- Bug (2002/I) als Sung
- Almost a Woman (2001) (tv) als Nestor
- That Summer in LA (2000) als Smiley
- Learning to Swim (1999)
- Why Do Fools Fall In Love (1998) als Herman Santiago
- Stargate SG-1: "Children of the Gods" (1997) (tv) als Skaara/Klorel
- Detention: The Siege at Johnson High (1997) (tv) als Frankie Rodriguez
- The Brave (1997) als Weyman
- Riot (1997) (tv)
- Grand Avenue (1996) (tv) als Raymond
- Price of Love (1995) (tv) als Alberto
- Streets of Laredo (1995) (tv) als Joey Garza
- Stargate (1994) als Skaara
- Sesame Street (1969) (tv) als Alex (1990-1991)
- Gryphon (1990) als Ricky
- The Old Man and the Sea (1990) (tv) als Manolo
- Rooftops (1989) als Squeak
- The Pick-up Artist (1987) als Charlie